# Иван Чабриновић
Иван Чабриновић (Крагујевац, 3. август 1939) је бивши југословенски фудбалер, а касније фудбалски тренер.

## Биографија
У играчкој каријери је играо за крагујевачки Раднички. У првој половини 1968. године био је и члан ФК Партизан али није био регистрован већ је само тренирао и наступао на пријатељским сусретима.
Иако није остварио завидну играчку каријеру, Иван Чабриновић је упамћен као дугогодишњи успешни тренер. Ушао је у историју фудбалског Земуна као тренер који је тадашњу Галенику (данашњи ФК Земун) водио пуних девет сезона и увео у Прву савезну лигу у лето 1982. године.
Иван Чабриновић је касније дуго радио у ФСЈ као тренер, био је асистент Ивице Осима на Светском првенству 1990. године у Италији.
Чабриновић је био селектор репрезентације Југославије која је требало да наступи на Европском првенству 1992. у Шведској, али је међународна заједница избацила југословенски тим са турнира због санкција.
Водио је и репрезентацију Бахреина на првенствима Азије и Галфа, а на клупском плану радио у Јапану, Кувајту, Алжиру и Бахреину.